# Seegras-Lippfisch
Der Seegras-Lippfisch (Novaculoides macrolepidotus, Synonyme: Labrus macrolepidotus, Novaculichthys macrolepidotus) ist eine Fischart aus der Familie der Lippfische (Labridae). Sie kommt im Roten Meer und im tropischen Indopazifik von der Küste Ostafrikas nördlich bis zu den Ryūkyū-Inseln und über die Marianen, Palau und das Great Barrier Reef bis zur Lord-Howe-Insel im Süden und östlich bis zu den Fidschiinseln und Tonga vor.

## Merkmale
Der Seegras-Lippfisch wird 16 cm lang. Der Rumpf ist seitlich abgeflacht; seine Höhe ist 3,5 bis 3,95 mal in der Standardlänge enthalten. Der Kopf ist relativ kurz. Das Maul ist endständig bis leicht unterständig, die Maulspalte steht ein wenig schräg. An der Spitze der Kiefer befinden sich je ein Paar schlanker und zur Seite und nach hinten gebogener Fangzähne. Sie werden bei geschlossenem Maul nicht vollständig von den Lippen bedeckt. An den Seiten der Kiefer folgen bis zu 12 nach hinten immer kleiner werdende konische Zähne. Die Pharyngealia sind mit zahlreichen kleinen Zähnen besetzt. Der Rand des Präoperculums ist glatt. Die Nasenöffnungen sind klein, die vorderen enden in kleinen Röhren, die hinteren sind kleine, schräg stehende Schlitze. Der Körper ist mit kleinen Rundschuppen bedeckt. Die Wangen sind unbeschuppt. Die Brustflossen sind kurz und abgerundet. Die Bauchflossen der Männchen sind länger als die der Weibchen und oft länger als der Kopf. In der Rückenflosse ist der längste Weichstrahl etwa doppelt so lang wie der längste Hartstrahl.
Morphometrie:
- Flossenformel: Dorsale IX/13; Anale III/13; Pectorale 12; Ventrale I/5; Caudale 12.
- Schuppenformel: SL 20/5–6.
- Kiemenrechen: 17–20.
- Branchiostegalstrahlen: 5.
- Wirbel: 9+16.

Ausgewachsene Seegras-Lippfische sind grünlich bis gelblichbraun gefärbt. Die Weibchen zeigen entlang der Körperseiten einen Streifen dunkelbrauner Flecken. Bei den Männchen ist der Streifen nur auf dem hinteren Rumpf vorhanden. Jungfische sind bräunlich mit einem Band kleiner schwarzer Flecken entlang der Seitenlinie und größerer, weißer Flecken auf der Rückenflosse und auf den Körperseiten.

## Lebensweise
Der Seegras-Lippfisch lebt gut getarnt als Einzelgänger oder in kleinen Gruppen in Tiefen von 3 bis 25 Metern über Seegraswiesen, in mit Algen bewachsenen Lagunen und in den Wasserläufen zwischen Mangroven.